# Éther halogéné

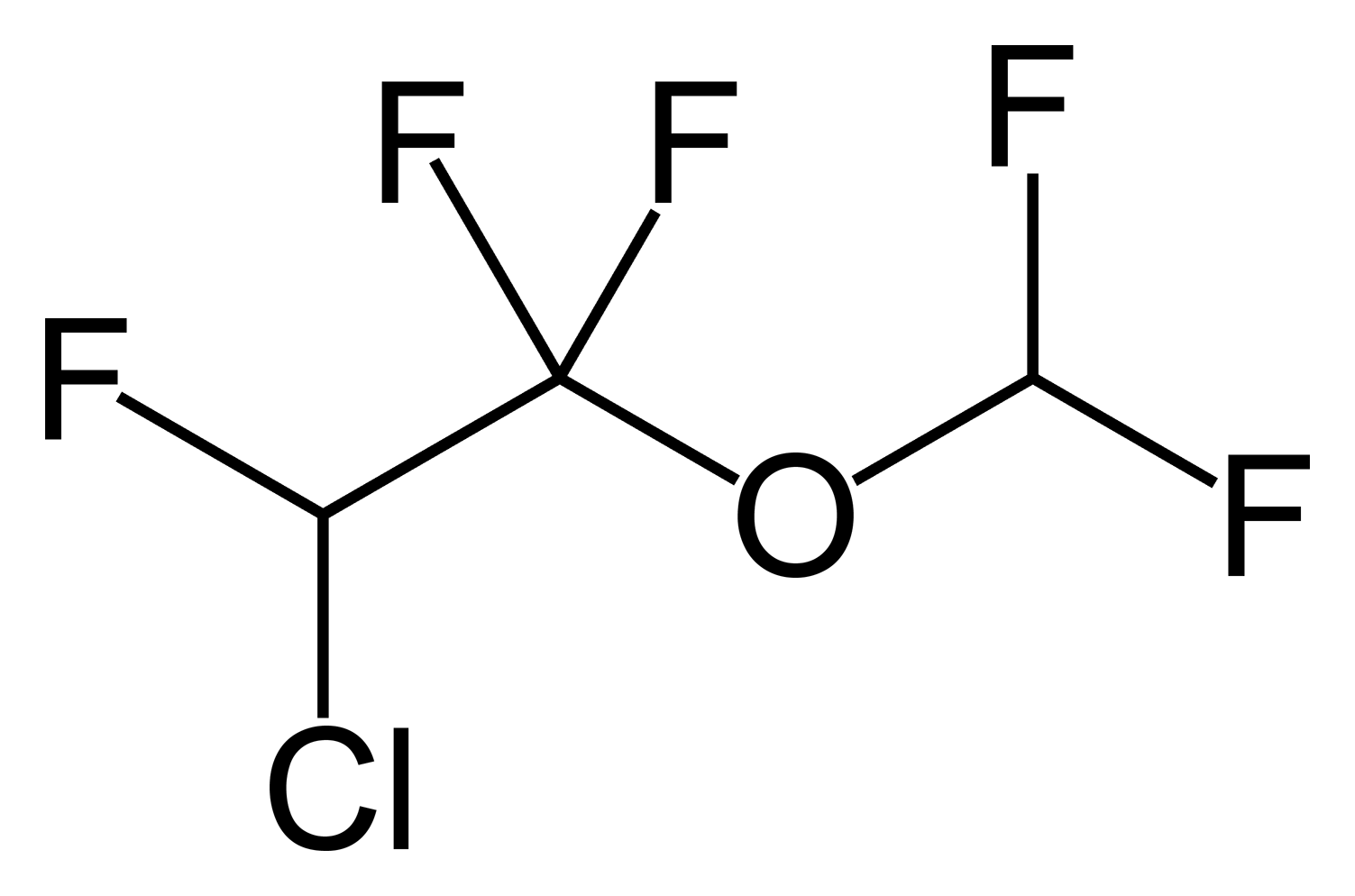
Enflurane

Un éther halogéné est une sous-catégorie d'un grand groupe de composés chimiques, les éthers. Un éther est un composé organique qui contient un groupe éther — un atome d'oxygène relié à deux groupes (substitués) alkyl. L'exemple typique est l'éther diéthylique utilisé comme solvant et souvent appelé éther tout court.
Ce qui distingue un éther halogéné des autres types d'éther est la substitution (halogénisation) d'un ou de plusieurs atomes d'hydrogène par un atome d'halogène. Les atomes d'halogène comprennent le fluor, le chlore, le brome et l'iode. Sur un plan technique, l'élément astate est en fait également un halogène, mais divers facteurs en font qu'il est rarement utilisé en chimie organique.
L'application peut-être la plus courante des éthers halogénés a été en anesthésiologie. Le premier anesthésique par inhalation à avoir été utilisé sur une grande échelle fut l'éther diéthylique, qui n'est pas un éther halogéné, mais qui permit aux chirurgiens d'effectuer des interventions douloureuses sans que le patient ne soit conscient. Malheureusement pour les médecins de cette époque, l'éther diéthylique a l'inconvénient d'être extrêmement inflammable et dans certains cas, explosif. Parfois cela provoqua des incendies ou des explosions au cours de l'opération, ce qui fait que c'est l'une des raisons pour lesquelles l'éther diéthylique n'est plus utilisé à cette fin dans les hôpitaux. Il est bien encore couramment utilisé comme solvant dans les laboratoires de chimie organique, mais en respectant les normes de sécurité. Dans certains pays, l'éther diéthylique a été remplacé par des hydrocarbures halogénés non-inflammable (mais plus toxiques) comme le chloroforme et le trichloroéthane. Encore plus tard, des anesthésiques à base d'hydrocarbures halogénés plus sûrs (tel l'halothane) furent développés.
En ce qui concerne l'anesthésie par inhalation, les éthers halogénés ont remplacé la plupart des autres composés. Les éthers halogénés ont les avantages de ne pas être inflammables et d'être moins toxique que les anesthésiques généraux utilisés précédemment. Les éthers halogénés diffèrent des autres éthers car ils contiennent au moins un atome d'halogène dans chaque molécule. Comme exemples d'éthers halogénés, citons les anesthésiques généraux : isoflurane, desflurane, et sévoflurane.
Généralement, tous les anesthésiques inhalés à part l'halothane sont des éthers halogénés, qui a l'usage sont toujours mélangés a de l’oxygène ou de l'air puis inhalés avant ou pendant l'opération. Dans la plupart des opérations, d'autres produits tel les opiacés pour la douleur ou des relaxants des muscles du squelette pour obtenir une paralysie sont utilisés. En addition également possible pendant l'opération des produits comme le Midazolam servent à induire une amnésie.
De nouveaux anesthésiques injectable (comme le Propofol) ont augmenté les options des anesthésistes, mais les éthers halogénés demeurent une base de l’anesthésie générale.